# Toulouse-Lautrec (Film)
Toulouse-Lautrec, DVD-Titel auch Lautrec – Der Maler vom Montmartre, ist eine französische Filmbiografie von Roger Planchon aus dem Jahr 1998.

## Handlung
Comte Alphonse de Toulouse-Lautrec ist glücklich, als seine Frau Adèle ihm den langersehnten Erben schenkt. Das Kind wird Henri de Toulouse-Lautrec genannt. Erst nach einigen Jahren wird deutlich, dass Henri unter einer Erbkrankheit leidet, die zu Kleinwuchs führt. Schuld ist die Ehe der Eltern, deren Mütter Schwestern waren. Henri wächst bei Adèle auf, weil der Vater zunehmend außer Haus weilt und fremdgeht. Schon als junger Mann malt Henri. Seine erste große Liebe wird seine Cousine Hélène, die ihn jedoch abweist. Von seinen Eltern unterstützt geht Henri nach Paris, wo er ein akademisches Studium der Malerei bei Léon Bonnat beginnt. Er entdeckt die körperliche Liebe und kommt in Kontakt mit dem Pariser Nachtleben. Er lernt Aristide Bruant kennen und bezieht schließlich ein eigenes Atelier am Montmartre. Schon bald gerät er in die Kritik, den Impressionisten nahezustehen. Edgar Degas wiederum, den Henri verehrt, lobt seine Werke.
Die Begegnung mit Suzanne Valadon wird für Henri entscheidend. Beide werden ein Paar, auch wenn Henri sie nie seinen Eltern vorstellt. Einen Heiratsantrag von ihr lässt Henri unbeantwortet. Stattdessen zieht es ihn immer öfter zum einfachen Volk, den Wäscherinnen und Prostituierten wie auch den Tänzerinnen des Moulin Rouge. Eine enge Freundschaft verbindet ihn mit Vincent van Gogh. Unter dem Einfluss japanischer Malereien wird Henri als Plakatmaler für das Moulin Rouge bekannt, auch wenn Tänzerin La Goulue ihrer Darstellung auf einem Plakat nichts abgewinnen kann. Neben den Frauen spricht Henri immer häufiger dem Absinth zu. Suzanne verlässt ihn schließlich und stürzt ihn in eine Krise, die er mit der Prostituierten Rose la Rouge zu überwinden versucht. Sie steckt ihn mit Syphilis an. Henri, der glaubt, nicht mehr malen zu können, versinkt im Alkohol. Immer öfter reagiert er rasend und zündet mehrfach sein Atelier an. Seine Mutter lässt ihn schließlich in eine Anstalt einweisen. Als er entlassen wird, erhält er einen Aufpasser an seine Seite. Als sich sein Gesundheitszustand verschlechtert, zieht er zu seiner Mutter zurück. Auf ihrem Anwesen verstirbt er schließlich. Die Beisetzung erfolgt unter großer Anteilnahme der einfachen Menschen, die Henri in seinen Werken verewigte.

## Produktion

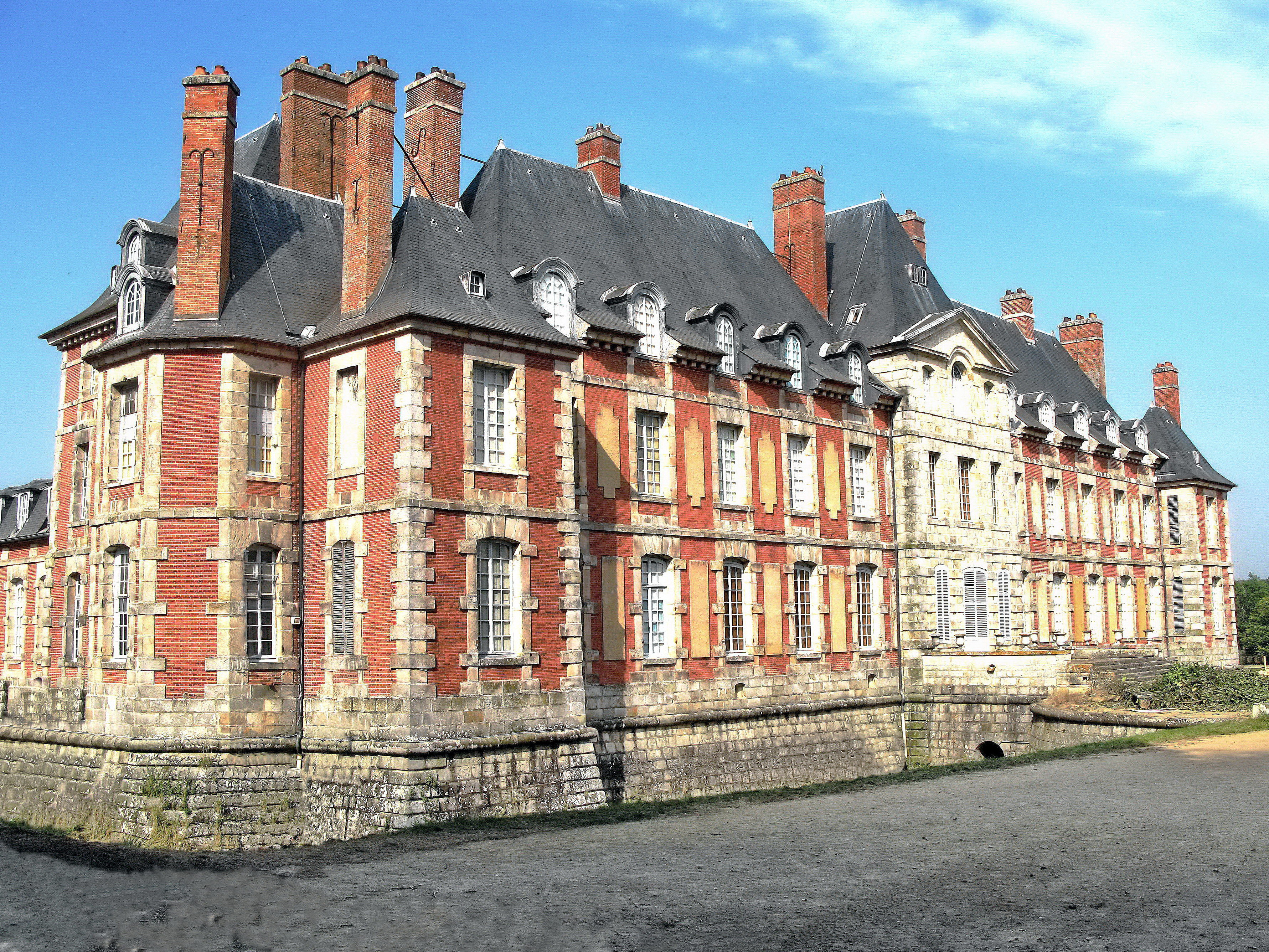
Château de Baville, ein Drehort des Films

Der Film wurde unter anderem in Paris und in Boulogne-Billancourt gedreht. Das Anwesen der Familie Toulouse fand man im Château de Baville in Saint-Chéron. Weitere Drehorte waren unter anderem das Hôpital maritime de Berck sowie das Hôpital Kremlin Bicêtre. Die Kostüme schuf Pierre-Jean Larroque, die Filmbauten stammen von Jacques Rouxel. Im Film werden die Lieder À la Bastoche, Nini Peau d’chien, À Saint-Lazare, Ah les salauds und Rue Saint-Vincent, geschrieben von Aristide Bruant, gesungen. Zudem ist Jules Jouys und Eugène Poncins Lied La soularde zu hören.
Toulouse-Lautrec wurde am 7. September 1998 auf den Internationalen Filmfestspielen von Venedig uraufgeführt. Zwei Tage später lief der Film in den französischen Kinos an, wo er von rund 531.000 Zuschauern gesehen wurde, und war ab 11. Februar 1999 auch in den deutschen Kinos zu sehen. Im November 2005 erschien der Film in Deutschland auf DVD.

## Kritik
Der Film bleibe „allzu oft an der Oberfläche und reproduziert lediglich weitgehend bekannte Klischees“, befand der film-dienst, lobte jedoch die aufwendige Ausstattung. Zudem fessle der Film „durch die glänzende Fotografie sowie teilweise vorzügliche Darsteller und überzeugt vor allem in der Darstellung der schwierigen Beziehungen innerhalb der Familie des Künstlers.“ „Als prachtvoll ausgestattete Nummernrevue […] macht „Toulouse-Lautrec“ Spaß. Doch wer nach dem Innenleben des Künstlers forscht, hat die meiste Zeit das Gefühl, auf eine leere Leinwand zu blicken“, schrieb Cinema.

## Auszeichnungen
Gérard Simon wurde 1998 auf dem Filmfestival Camerimage für einen Goldenen Frosch nominiert. Régis Royer erhielt auf dem Festival Internacional de Cine de Mar del Plata ebenfalls 1998 den Preis als Bester Schauspieler. Im Jahr 1999 gewann Toulouse-Lautrec einen César in den Kategorien Bestes Szenenbild (Jacques Rouxel) und Beste Kostüme (Pierre-Jean Larroque) und war zudem für einen César in der Kategorie Beste Nebendarstellerin (Anémone) nominiert.